# Schüpfheim
Schüpfheim é uma comuna da Suíça, no Cantão Lucerna, com cerca de 3.765 habitantes. Estende-se por uma área de 38,37 km², de densidade populacional de 98 hab/km². Confina com as seguintes comunas: Entlebuch, Escholzmatt, Flühli, Hasle, Romoos.
A língua oficial nesta comuna é o Alemão.